# Groo
Groo Svärdbäraren (i original Groo the Wanderer), tecknad serie om världens dummaste barbar skapad av Sergio Aragonés. Groo är en briljant svärdskämpe, men hans minst lika briljanta dumhet gör att den som tar hans tjänster i anspråk kan räkna med att han kommer att missförstå sina instruktioner och i stället ställa till elände för uppdragsgivaren. Han har under seriens gång slagit följe med hunden Rufferto, som är mycket intelligentare än sin husse, men ändå hängivet beundrar denne. Bland Groos mer framträdande karaktärsdrag kan nämnas hans förkärlek för "cheese dip" (som på svenska översatts till majonnäs) samt att alla båtar han sätter sin fot på sjunker.
Groo gavs ut först av Eclipse Comics, sedan Pacific Comics, därefter Epic Comics, därefter av Image Comics. Numera publiceras den av Dark Horse Comics. 
På svenska hade Groo en egen tidning från Semic mellan åren 1984 och 1985 samt gavs ut i ett album 1989. Serien har även publicerats på svenska i tidningen Herman Hedning.